# Bloody Disgusting
Bloody Disgusting — американский веб-сайт, посвящённый жанру ужаса в фильмах, телепередачах, играх, комиксах и музыке. Основан в 2001 году.

## История
Основан в 2001 году кинопродюсером Брэдом Миской (под псевдонимом Mr. Disgusting) и Томом Оуэном. Главным редактором стал Джон Сквайр.
К 2007 году веб-сайт достиг отметку в 1,5 млн. уникальных посетителей и 20 млн. посещаемости ежемесячно.

## Кинопроизводство
Начиная с 2011 года редакция веб-сайта стала заниматься кинопрокатной и кинопродюсерской деятельностью.
Наибольшую известность получила серия фильмов З/Л/О, З/Л/О 2 и З/Л/О: Новый вирус. Премьеры первых двух состоялись на 28-м и 29-м кинофестивале «Сандэнс» соответственно. Премьера третьего фильма прошла в 2014 году на кинофестивале Fantastic Fest. Среди других известных кинокартин «Адское поместье», «Под кроватью» (премьера на кинофестивале Fantasia Film Festival), «Ужасный способ умереть» (премьера на Международном кинофестивале в Торонто; на кинофестивале Fantastic Fest фильм завоевал награды в трёх номинациях — лучший сценарий, лучший актёр и лучшая актриса), «Монстры Юга» (премьера на Международном кинофестивале в Торонто) и «Нектар» (премьера на Nightstream Film Festival).
Совместно с AMC Networks и The Collective была учреждена кинопрокатная компания Bloody Disgusting Selects, занимающаяся выпуском жанровых фильмов в кинотеатрах AMC и на платформах DVD, Blu-ray и VOD. Среди выпущенных фильмов: «Алиса убивает», «Дара», «Дорога из жёлтого кирпича», «Доставка», «Женщина», «Затаив дыхание», «Зверское», «Играй до смерти», «Изгнанники», «Конец человечества», «Лихорадочная ночь, или компания сатанистов-неудачников», «Обрубок», «Осаждённые мертвецами», «Свора», «Седьмой этап», «Фауст: любовь проклятого», «Фея», «Холодная кровь» и «Холодная рыба».